# Texananus areolatus
Texananus areolatus är en insektsart som beskrevs av Baker 1898. Texananus areolatus ingår i släktet Texananus och familjen dvärgstritar. Inga underarter finns listade i Catalogue of Life.